# Варалло, Танцио да

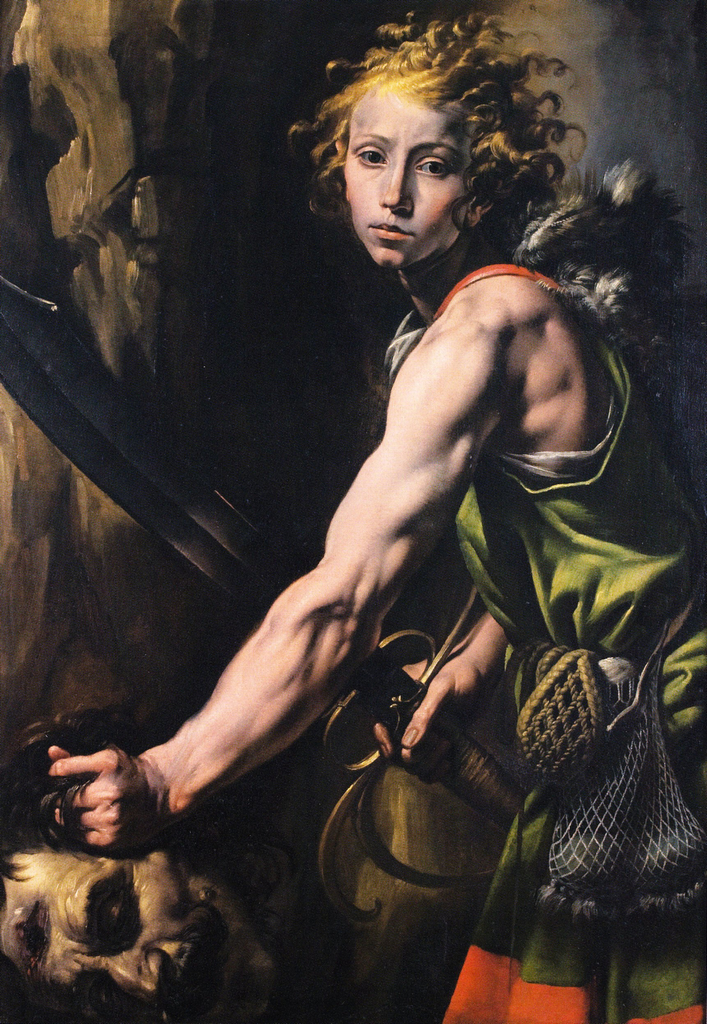
Танцио да Варалло. Давид и Голиаф, ок. 1625

Танцио да Варалло, собственно Антонио д’Энрико (итал. Tanzio da Varallo, Antonio d'Enrico, ок. 1575, Аланья-Вальсезия, пров. Верчелли — 1633, Варалло, пров. Верчелли) — итальянский живописец эпохи позднего маньеризма — раннего барокко, выразитель идеологии контрреформации.

## Жизнь и творчество
Сын скульптора Джованни из семьи местных мастеров д’Энричис (Heinrichs). От имени отца Джованни («Anz» на местном варианте немецкого языка Аланьи) возможно происходит патронимическое прозвище художника d’Anz, то есть, «сын Ганса». Испытал духовное влияние Карло Борромео, изобразил его на полотне «Карло Борромео, причащающий зачумленных», ок. 1616). Работал в Ломбардии и Пьемонте в одно время с Пьером Франческо Мадзукелли. Ему принадлежит ряд работ в Пескокостанцо, Новаре, Фара-Сан-Мартино. В творчестве Танцио с его резкими контрастами света и тени различают влияние Караваджо.

## Наследие
Работы Танцио хранятся в музеях Милана (пинакотека Брера), Турина, Вены, Лос-Анджелеса и нескольких других городов США.